# Ocultación

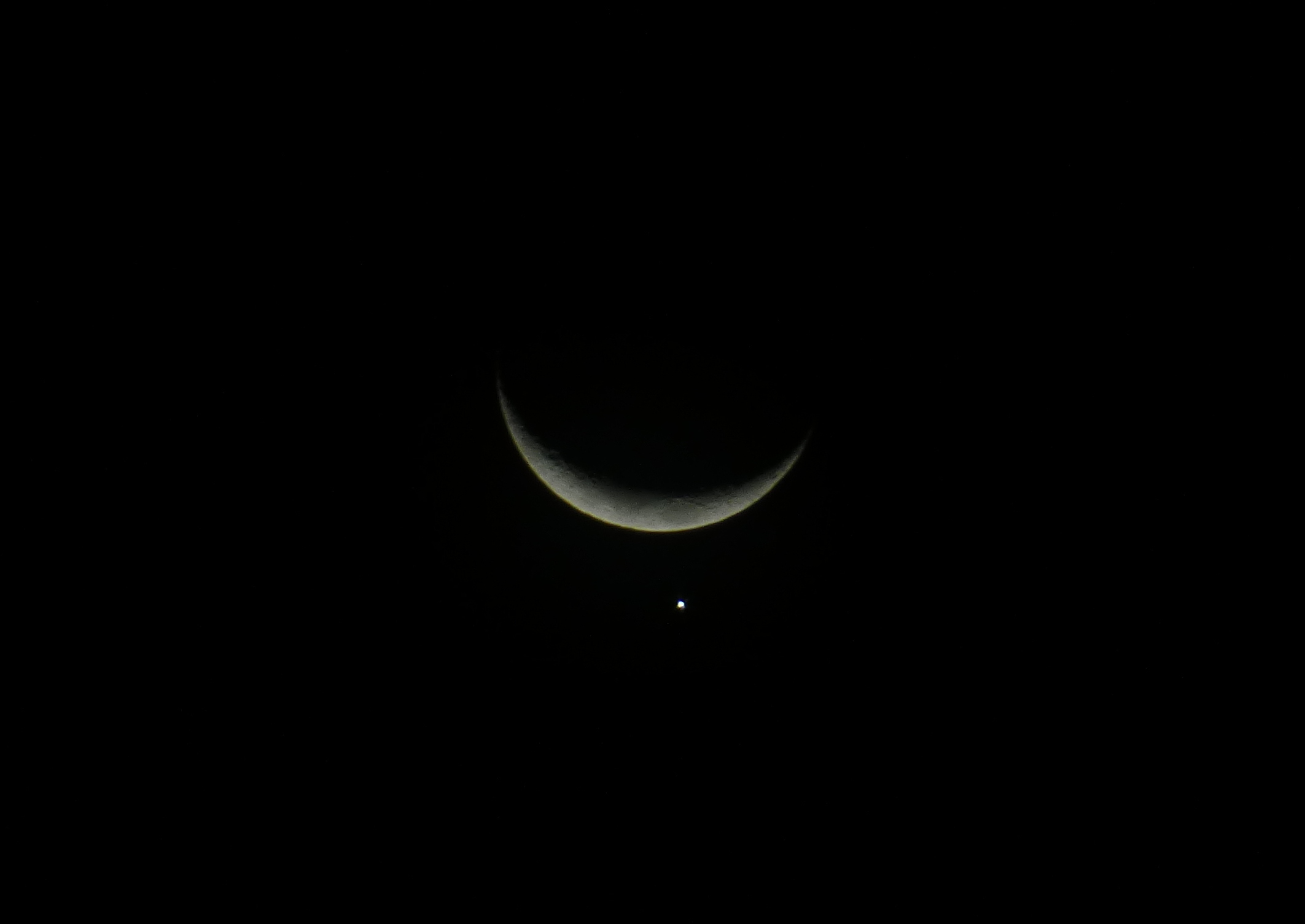
Ocultación de la Luna y Venus, vista desde Buenos Aires, en septiembre de 2013.

La ocultación es un fenómeno astronómico que ocurre cuando un objeto celeste es escondido por otro objeto celeste que pasa entre este y el observador. Comparado con los tránsitos astronómicos y los eclipses, se dice que ocurre una ocultación cuando el objeto más cercano parece más grande y esconde completamente el objeto más distante. En cambio, la palabra tránsito se refiere a los casos en que el objeto más cercano parece más pequeño en su tamaño aparente que el objeto más distante, como el tránsito de Mercurio o Venus alrededor del disco solar. La palabra eclipse generalmente se refiere a esos casos en que un objeto se mueve dentro de la sombra de otro. Cada uno de estos tres eventos es el efecto visible de una conjunción.
Cada vez que ocurre una ocultación, también ocurre un eclipse. Considera un "eclipse" de Sol por la Luna, visto desde la Tierra.  En este evento, la Luna se mueve físicamente entre la Tierra y el Sol, impediendo ver una porción o todo el brillante disco solar.  Aunque a este fenómeno se le llama normalmente "eclipse", este es un término equivocado, porque la Luna no está eclipsando el Sol; en cambio la Luna está ocultando el Sol. Cuando la Luna oculta el Sol, proyecta una pequeña sombra en la superficie de la Tierra, y por tanto la sombra de la Luna eclipsa parcialmente la Tierra. Así, el llamado "eclipse solar" consiste de hecho en (I) una ocultación del Sol por la Luna, visto desde la Tierra, y (II) un eclipse parcial de la Tierra por la sombra de la Luna.
En cambio, un "eclipse" de la Luna es de hecho un eclipse real: la Luna se mueve dentro de la sombra proyectada hacia el espacio por la Tierra, y se dice que está eclipsada por la sombra de la Tierra. Visto desde la superficie de la Luna, la Tierra pasa directamente entre la Luna y el Sol, de esta manera bloqueando o ocultando el Sol visto desde un observador hipotético lunar.  De nuevo, cada eclipse supone también una ocultación.

## Ocultaciones lunares
El término ocultación se utiliza con mayor frecuencia para describir las ocultaciones lunares, esas ocasiones relativamente frecuentes en las que la Luna pasa frente a una estrella durante el curso de su movimiento orbital alrededor de la Tierra. Desde la Luna, con una velocidad angular con respecto a las estrellas de 0,55 segundos de arco/s o 2,7 microrradianes/s, tiene un ambiente muy delgada y estrellas tienen un diámetro angular de en la mayoría de 0,057 segundos de arco o 0,28 μrad, una estrella oculta por la Luna desaparecerá o reaparecerá en 0,1 segundos o menos en el borde o extremidad de la Luna. Los eventos que tienen lugar en la rama oscura de la Luna son de particular interés para los observadores, porque la falta de deslumbramiento permite una observación y una sincronización más fáciles.
La órbita de la Luna está ligeramente inclinada con respecto a la eclíptica (ver órbita de la Luna), lo que significa que cualquier estrella con una latitud de la eclíptica entre –6,6 y +6,6 grados puede quedar oculta por ella. Tres estrellas de primera magnitud aparecen bien dentro de esa banda: Regulus, Spica y Antares, lo que significa que pueden estar ocultas por la Luna o los planetas. Las ocultaciones de Aldebarán son en esta época sólo posibles por la Luna, porque los planetas pasan por Aldebarán al norte. Ni ocultaciones planetarias ni lunares de Pollux son posibles actualmente, sin embargo, hace varios miles de años, eran posibles las ocultaciones lunares. Algunos objetos de cielo profundo notablemente cercanos, como las Pléyades, pueden ser ocultos por la Luna.

Ocultación del planeta Saturno por la Luna el 3 de noviembre de 2001.

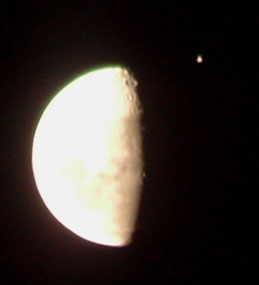
Júpiter (el objeto brillante en la parte superior derecha) unos minutos antes de ser ocultado por la Luna el 16 de junio de 2005.

A unos pocos kilómetros del borde del camino predicho de una ocultación, conocido como su límite norte o sur, un observador puede ver que la estrella desaparece y reaparece intermitentemente a medida que la rama irregular de la Luna se mueve más allá de la estrella, creando lo que se conoce como un pastoreo ocultación lunar . Desde un punto de vista observacional y científico, estos "raspaduras" son las más dinámicas e interesantes de las ocultaciones lunares.
El cronometraje exacto de las ocultaciones lunares se realiza con regularidad por astrónomos (principalmente aficionados). Las ocultaciones lunares cronometradas con una precisión de unas pocas décimas de segundo tienen varios usos científicos, particularmente para refinar nuestro conocimiento de la topografía lunar . El análisis fotoeléctrico de las ocultaciones lunares también ha descubierto que algunas estrellas son binarias visuales o espectroscópicas muy cercanas . Algunos diámetros angulares de estrellas se han medido cronometrando las ocultaciones lunares, lo que es útil para determinar las temperaturas efectivas.de esas estrellas. Los primeros radioastrónomos encontraron que las ocultaciones de las fuentes de radio de la Luna eran valiosas para determinar sus posiciones exactas, porque la longitud de onda larga de las ondas de radio limitaba la resolución disponible a través de la observación directa. Esto fue crucial para la identificación inequívoca de la fuente de radio 3C 273 con el cuásar óptico y su chorro, y un prerrequisito fundamental para el descubrimiento de Maarten Schmidt de la naturaleza cosmológica de los cuásares .
Varias veces durante el año se puede ver a la Luna ocultando un planeta. [4] Dado que los planetas, a diferencia de las estrellas, tienen tamaños angulares significativos, las ocultaciones lunares de los planetas crearán una zona estrecha en la Tierra a partir de la cual se producirá una ocultación parcial del planeta. Un observador ubicado dentro de esa zona estrecha podría observar el disco del planeta parcialmente bloqueado por la Luna que se mueve lentamente. El mismo mecanismo se puede ver con el Sol, donde los observadores en la Tierra lo verán como un eclipse solar . Por lo tanto, un eclipse solar total es esencialmente la Luna ocultando al Sol.

## Ocultación por planetas

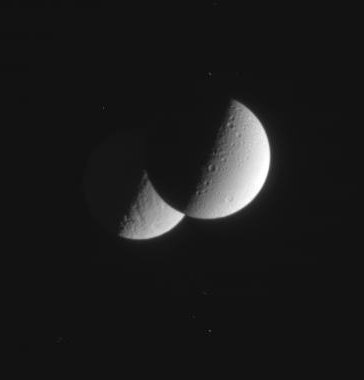
Una ocultación en pastoreo de Rea por Dione dos lunas de Saturno, fotografiadas por Cassini-Huygens

Las estrellas también pueden estar ocultas por planetas. Las ocultaciones de estrellas brillantes son raras. En 1959, Venus ocultó a Regulus , y la próxima ocultación de una estrella brillante (también Regulus por Venus) será en 2044. Los anillos de Urano se descubrieron por primera vez cuando ese planeta ocultó una estrella en 1977. El 3 de julio de 1989, Saturno pasó frente a la estrella 28 Sagittarii de quinta magnitud. Plutón ocultó estrellas en 1988, 2002 y 2006, lo que permitió estudiar su tenue atmósfera a través del sondeo atmosférico de extremidades .
En casos raros, un planeta puede pasar frente a otro. Si el planeta más cercano parece más grande que el más distante, el evento se denomina ocultación planetaria mutua. La última ocultación o tránsito ocurrió el 3 de enero de 1818 y la próxima ocurrirá el 22 de noviembre de 2065, en ambos casos involucrando a los mismos dos planetas: Venus y Júpiter .
Júpiter rara vez oculta a Saturno . Este es uno de los eventos más raros conocidos, con la próxima ocurrencia el 10 de febrero de 7541. Este evento es visible en todo el mundo ya que el dúo se colocaría casi en oposición al sol, en la línea fronteriza entre las constelaciones de Orión y Taurus . En algunas áreas, esta ocultación no se puede ver, pero cuando se ve a través de telescopios pequeños, ambos gigantes gaseosos parecen estar en la misma parte de la vista a través del ocular. El último ocurrió en 6857 a. C.

## Ocultaciones por cuerpos más pequeños
Otro conjunto de ocultaciones son aquellas cuando un pequeño cuerpo del Sistema Solar o un planeta enano pasa frente a una estrella, bloqueando temporalmente su luz como se ve desde la Tierra. Varios eventos ocurren casi todos los días en todo el mundo. Desde cualquier lugar en particular, estos eventos ocurren casi todas las noches, aunque la mayoría requiere un telescopio para poder verlos. Profesionales y aficionados alrededor del mundo colaboran a través de Internet para intercambiar sus observaciones para un análisis conjunto . Estas ocultaciones son útiles para medir el tamaño y la posición del cuerpo con mucha más precisión de lo que se puede hacer por otros medios. Incluso se puede determinar un perfil transversal de la forma de un cuerpo si varios observadores en diferentes ubicaciones cercanas observan la ocultación. Se han utilizado ocultaciones para calcular el diámetro de objetos transneptunianos como 2002 TX 300  Ixion y Varuna. El software para coordinar observaciones está disponible para descargar en http://www.occultwatcher.net/
Además, pueden ocurrir eventos de ocultación mutua y eclipses entre un primario y su satélite . Se ha descubierto un gran número de lunas analizando las curvas de luz fotométrica de cuerpos pequeños y detectando una segunda variación de brillo superpuesta, a partir de la cual un período orbital para el satélite (secundario) y una relación de diámetro secundario a primario (para el sistema binario) a menudo se pueden derivar.

### Asteroides
- El 29 de mayo de 1983, 2 Pallas ocultó a simple vista la brillante estrella binaria espectroscópica 1 Vulpeculae a lo largo de una trayectoria a lo largo del sur de los Estados Unidos, el norte de México y el norte del Caribe. Las observaciones de 130 ubicaciones diferentes definieron la forma de aproximadamente dos tercios del asteroide y detectaron la compañera secundaria de la estrella binaria brillante; estas observaciones, junto con las de una ocultación separada por Pallas en 1979, proporcionaron una cifra completa del asteroide ocho años antes de que cualquier asteroide fuera visitado por una nave espacial (la mucho más pequeña Gaspra por Galileo en octubre de 1991).[1]
- El 12 de marzo de 2009, nueve asteroides ( 85 Io, 247 Eukrate, 1585 Union , 201 Penélope , 70 Panopaea , 980 Anacostia , 2448 Sholokhov, 1746 Brouwer y 191 Kolga) ocultaron estrellas de notable magnitud, vistas desde lugares determinados de la Tierra.
- Según los resultados de ocultación de asteroides europeos de 1998 de Euraster, más de 38 observatorios en una ocultación observaron 39 laetitias el 3 de marzo de 1998, lo que resultó en la determinación de muchos acordes.[12] La estrella Regulus fue ocultada por el asteroide 163 Erigone en la madrugada del 20 de marzo de 2014.[13] Esta fue la ocultación más brillante de un asteroide jamás predicha sobre un área poblada. Cuando el asteroide del cinturón principal pasaba frente a la estrella, su sombra de 100 km se extendía por los condados de Nasáu y Suffolk, toda la ciudad de Nueva York y el valle del río Hudson, con el centro del camino de sombra siguiendo una línea que conecta aproximadamente la ciudad de Nueva York, White Plains, Newburgh, Oneonta, Rome y Pulaski antes de cruzar a Canadá cerca de Belleville y North Bay, Ontario.[13][14] El mal tiempo oscureció la ocultación.[15]

### Objetos distantes
- Los resultados preliminares de una ocultación del 6 de noviembre de 2010 por el planeta enano Eris de una estrella de magnitud 17 star en la constelación de Cetus colocaron un límite superior en el diámetro de Eris de 2320 km, por lo que casi tiene el mismo tamaño que Plutón.[2] Debido a su movimiento más lento a través del cielo nocturno, las ocultaciones de los TNO son mucho menos comunes que las de los asteroides en el cinturón principal.
- El planeta enano Haumea fue observado en un tránsito estelar el 21 de enero de 2017, identificando un anillo.[16]
- El 3 de junio de 2017, el objeto 486958 Arrokoth del cinturón de Kuiper ocultó una estrella , la primera oculta de este tipo detectada.[6] La campaña multifacética involucró la cooperación del gobierno argentino (incluidos los gobiernos locales: una carretera principal se cerró durante dos horas y las luces de la calle se apagaron para evitar la contaminación lumínica), tres naves espaciales, 24 terrestres portátiles. telescopios y el observatorio aerotransportado SOFIA de la NASA en "la ocultación estelar más desafiante en la historia de la astronomía", en un esfuerzo de seis meses.[17]

## Ocultaciones artificiales
El Big Occulting Steerable Satellite (BOSS) fue un satélite propuesto que funcionaría junto con un telescopio para detectar planetas alrededor de estrellas distantes. El satélite consta de una hoja grande y muy liviana y un conjunto de propulsores de maniobra y sistemas de navegación. Maniobraría hasta una posición a lo largo de la línea de visión entre el telescopio y una estrella cercana. De este modo, el satélite bloquearía la radiación de la estrella, lo que permitiría observar los planetas en órbita.
El satélite propuesto tendría una dimensión de 70 por 70 metros, una masa de unos 600 kg y maniobraría mediante un motor de impulsión de iones en combinación con el uso de la escota como vela ligera. Ubicado a una distancia de 100.000 km del telescopio, bloquearía más del 99,998% de la luz de las estrellas.
Hay dos configuraciones posibles de este satélite. El primero funcionaría con un telescopio espacial , probablemente ubicado cerca del punto lagrangiano L2 de la Tierra. El segundo colocaría al satélite en una órbita muy elíptica alrededor de la Tierra y funcionaría junto con un telescopio terrestre. En el apogeo de la órbita, el satélite permanecería relativamente estacionario con respecto al suelo, lo que permitiría tiempos de exposición más prolongados.
Una versión actualizada de este diseño se llama Starshade , que utiliza un disco coronógrafo en forma de girasol. También se hizo una propuesta comparable para un satélite para ocultar fuentes de rayos X brillantes, llamado satélite orientable de ocultación de rayos X o XOSS.